# Gouvernement Cifuentes
 Communauté de Madrid
González Garrido
Le gouvernement Cifuentes est le gouvernement de la communauté de Madrid entre le 27 juin 2015 et le 22 mai 2018, durant la Xe législature de l'Assemblée de Madrid. Il est présidé par Cristina Cifuentes puis par Ángel Garrido à titre intérimaire.

## Historique
Lors des élections régionales de mai 2015, le PP arrive une nouvelle fois en tête mais perd sa majorité absolue. Le parti parvient alors un accord avec le parti centriste Ciudadanos qui vote favorablement l'investiture de Cristina Cifuentes. Investie grâce à une courte majorité absolue, elle est assermentée le 25 juin suivant et forme son gouvernement le surlendemain. Contrairement à la majorité des gouvernements précédents, aucun vice-président n'est nommé afin d'oublier les affaires de corruption liées à l'ancien vice-président Ignacio González.
En clôture du débat sur l'état de la Région du 22 septembre 2017, Cristina Cifuentes annonce un remaniement de son gouvernement et la création d'un département chargé de la Culture, du Tourisme et des Sports. Taboada, dont le nom est lié à l'affaire de corruption Púnica ainsi que Sánchez Martos, reprouvé par l'Assemblée le 22 juin précédent pour sa mauvaise gestion et ses propos déplacés, sortent du gouvernement régional.
Le 25 avril 2018, Cifuentes remet sa démission à la présidente de l'Assemblée Paloma Adrados après la révélation d'irrégularités dans l'obtention d'un master en droit public. Le conseiller à la Présidence et à la Justice Ángel Garrido est chargé d'assurer l'intérim jusqu'à l'investiture d'un nouveau président de la communauté.

## Composition

### Initiale
| Fonction                                                                                 | Titulaire | Titulaire               | Parti |
| ---------------------------------------------------------------------------------------- | --------- | ----------------------- | ----- |
| Présidente                                                                               |           | Cristina Cifuentes      | PPM   |
| Conseiller à la Présidence et à la Justice, porte-parole                                 |           | Ángel Garrido           | PPM   |
| Conseillère à l'Économie, à l'Emploi et aux Finances                                     |           | Engracia Hidalgo        | PPM   |
| Conseiller à l'Environnement, à l'Administration locale et à l'Aménagement du territoire |           | Jaime González Taboada  | PPM   |
| Conseiller aux Transports, au Logement et aux Infrastructures                            |           | Pedro Rollán            | PPM   |
| Conseiller à la Santé                                                                    |           | Jesús Sánchez Martos    | PPM   |
| Conseiller aux Politiques sociales et à la Famille                                       |           | Carlos Izquierdo Torres | PPM   |
| Conseiller à l'Éducation, à la Jeunesse et aux Sports                                    |           | Rafael Van Grieken      | PPM   |

### Remaniement du24 septembre 2017

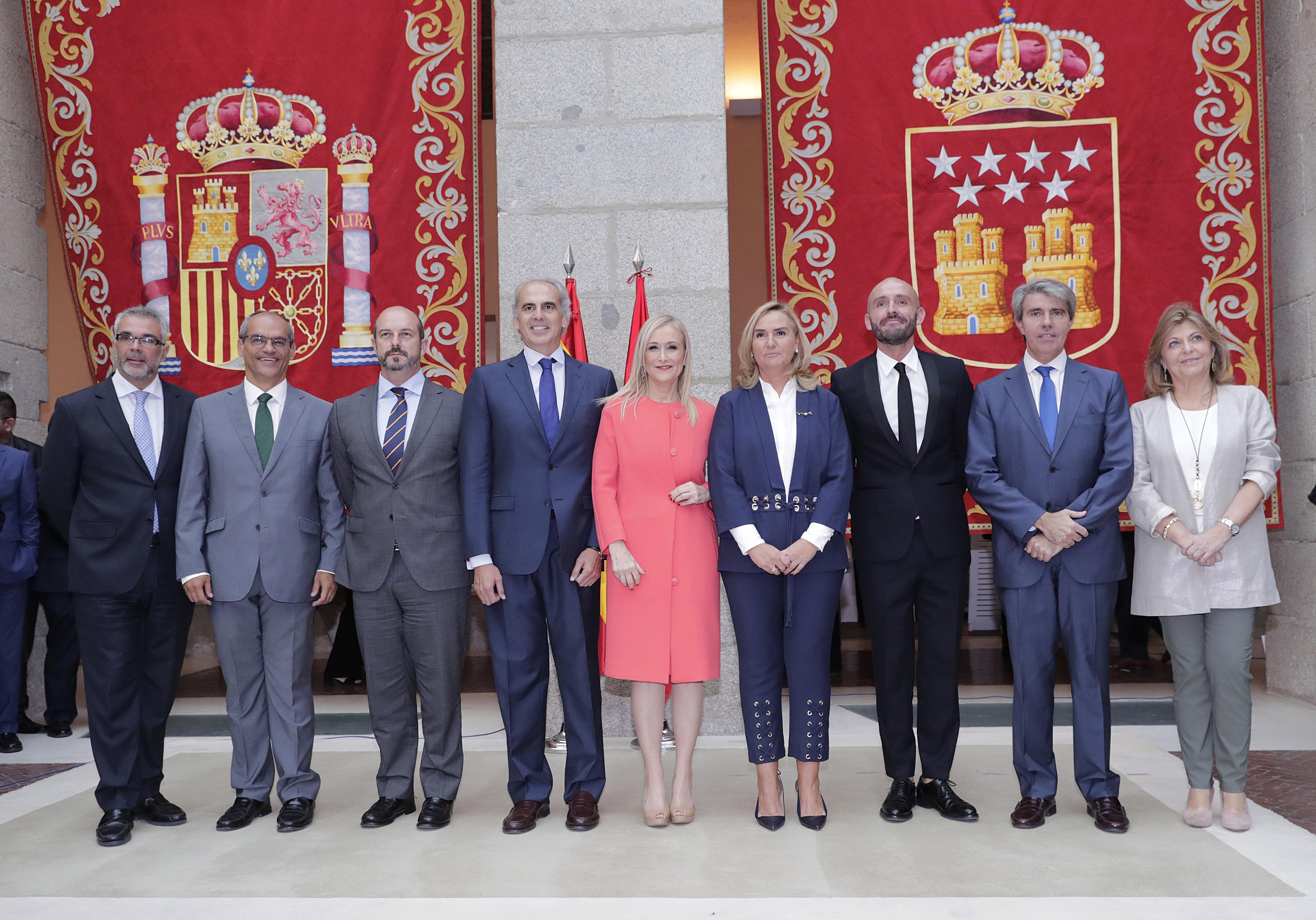
Le gouvernement après l'assermentation des nouveaux conseillers en septembre 2017.

- Les nouveaux conseillers sont indiqués en gras, ceux ayant changé d'attribution en italique.

| Fonction                                                                                 | Titulaire | Titulaire               | Parti |
| ---------------------------------------------------------------------------------------- | --------- | ----------------------- | ----- |
| Présidente                                                                               |           | Cristina Cifuentes      | PPM   |
| Conseiller à la Présidence et à la Justice, porte-parole                                 |           | Ángel Garrido           | PPM   |
| Conseillère à l'Économie, à l'Emploi et aux Finances                                     |           | Engracia Hidalgo        | PPM   |
| Conseiller à l'Environnement, à l'Administration locale et à l'Aménagement du territoire |           | Pedro Rollán            | PPM   |
| Conseillère aux Transports, au Logement et aux Infrastructures                           |           | Rosalía Gonzalo López   | PPM   |
| Conseiller à la Santé                                                                    |           | Enrique Ruiz Escudero   | PPM   |
| Conseiller aux Politiques sociales et à la Famille                                       |           | Carlos Izquierdo Torres | PPM   |
| Conseiller à l'Éducation et à la Recherche                                               |           | Rafael Van Grieken      | PPM   |
| Conseiller à la Culture, au Tourisme et aux Sports                                       |           | Jaime de los Santos     | PPM   |